# Hermes de Paula
Hermes Augusto de Paula (Montes Claros, 6 de dezembro de 1909 - Montes Claros, 10 de junho de 1983) foi um médico, folclorista e historiador brasileiro.

## Biografia
Cursou o curso primário no Grupo Escolar Gonçalves Chaves Montes Claros, o secundário no Colégio Arnaldo Belo Horizonte e no Instituto Granbery da Igreja Metodista Juiz de Fora. Diplomou-se em medicina em 1939 pela Faculdade Fluminense de Medicina - Niterói. Durante o curso médico trabalhou no instituto Vital Brasil, onde foi assistente do Dr. Vital.
De volta à sua terra montou o primeiro laboratório de análises clínicas da região. Foi diretor-clínico da Santa Casa, membro do Conselho Consultivo da Associação Médica de Minas Gerais e fundador da regional Montes Claros, membro da Sociedade de Higiene de Minas Gerais, diretor-gerente do Instituto Antônio Teixeira de Carvalho (entidade de assistência à infância e à gestante), chefe da 5ª Delegacia Regional de Saúde, professor de higiene e puericultura da Escola Estadual Professor Plínio Ribeiro (Montes Claros), médico do Departamento de Estradas de Rodagem de Minas Gerais - DER/MG, chefe do departamento médico e assistencial do Departamento Nacional de Obras Contra as Secas - DNOCS, idealizador, fundador e professor da Faculdade de Medicina da Universidade Estadual de Montes Claros - UNIMONTES.
Fundou e dirigiu por 16 anos o Grupo de Serestas João Chaves, época em que o Grupo gravou 8 elepês.
Era membro da Academia Montesclarense de Letras, da Academia Municipalista de letras de Belo Horizonte  da Academia de Letras de Piracicaba - São Paulo, do Instituto Histórico e Geográfico de Minas Gerais, do Instituto Genealógico Brasileiro.
Entre as diversas obras, podemos citar como escritor, historiador e folclorista, o livro montes Claros, sua história, sua gente e seus costumes em que resgatou toda a história do município, desde os seus primeiros habitantes 1707 e os costumes de seu povo através dos tempo. Além deste lançou Caderno de Modinhas , De Pe. Chaves a Pe. Dudu, A medicina dos médicos e  a outra ( editado pela UFMG ), o inédito Legisladores de Montes Claros e esboçado, Aconteceu em Montes Claros.
Foi condecorado com a Medalha de Honra de Montes Claros, Medalha da Inconfidência, Medalha Cultural Mário Dedini (Piracicaba), Medalha Vital Brasil (MG), Medalha Vital Brasil (SP), Medalhas Civitas-2007 (MG) Em memoria. 
Casou-se com a Sra. Josefina Mendonça, teve quatro filhos: Virgílio, João Valmor, Valéria e Virgínia; Oito netos: Patrícia, Maria Teresa, João Basílio, Maria Clara, Marcelo, Érika, Marcone e Ana Maria; Onze bisnetos: Anna Victória, Victor, Matheus, Lucas, Felipe, Alice, Augusto, Marcela, Ana Carolina, Kawai e Mariana. 